# Konrad Morawczyński
Konrad Morawczyński (ur. 27 października 1975) – polski lekkoatleta chodziarz, medalista mistrzostw świata i Europy w kategorii masters.

## Kariera
Konrad Morawczyński zdobył mistrzostwa Polski młodzieżowców w chodzie na 20 km w 1995 i w 1996 roku.
W kategorii seniorów reprezentował Polskę w zawodach pucharu świata w chodzie sportowym w 1997 roku.
Startuje w zawodach w kategorii masters. W mistrzostwach Europy i świata zdobył łącznie 8 medali, w tym 5 złotych, wszystkie w drużynie. Według stanu na 1 kwietnia 2024 zdobywca 9 złotych i 4 srebrnych medali mistrzostw Polski na otwartym stadionie oraz halowych w kategoriach masters na różnych dystansach. Indywidualnie jest rekordzistą Polski w chodzie na 5000 m w hali w kategorii M45 (wg stanu na 27 grudnia 2023).
Od 1996 roku reprezentuje klub MUKLA Dębica, który później zmienił nazwę na MUKLA Dębica Korzeniowski.pl, a wcześniej należał do Resovii Rzeszów.

## Życie prywatne
Jest mężem Jolanty Morawczyńskiej, która również jest utytułowaną chodziarką w kategorii masters.

## Osiągnięcia

### Juniorzy – krajowe
| Rok  | Impreza                          | Miejsce | Konkurencja   | Pozycja    | Wynik   |
| ---- | -------------------------------- | ------- | ------------- | ---------- | ------- |
| 1995 | Mistrzostwa Polski młodzieżowców | Gdańsk  | chód na 20 km | 1. miejsce | 1:33:39 |
| 1996 | Mistrzostwa Polski młodzieżowców | Gdańsk  | chód na 20 km | 1. miejsce | 1:30:08 |

### Masters – międzynarodowe
| Rok  | Impreza                               | Miejsce  | Konkurencja                                                                      | Pozycja    | Wynik   |
| ---- | ------------------------------------- | -------- | -------------------------------------------------------------------------------- | ---------- | ------- |
| 2019 | 8. Halowe mistrzostwa świata masters  | Toruń    | chód na 10 km drużynowy M35, w drużynie z: Rafał Fedaczyński, Grzegorz Grinholc  | 1. miejsce | 2:26:48 |
| 2019 | 21. Mistrzostwa Europy masters        | Wenecja  | chód na 20 km drużynowy M40, w drużynie z: Grzegorz Grinholc, Jarosław Wilma     | 3. miejsce | 5:47:22 |
| 2022 | 24. Mistrzostwa świata masters        | Tampere  | chód na 10 km drużynowy M40, w drużynie z: Krzysztof Czerski, Grzegorz Grinholc  | 2. miejsce | 2:37:10 |
| 2022 | 24. Mistrzostwa świata masters        | Tampere  | chód na 20 km drużynowy M40, w drużynie z: Krzysztof Czerski, Grzegorz Grinholc  | 2. miejsce | 5:24:01 |
| 2023 | 9. Halowe mistrzostwa świata masters  | Toruń    | chód na 10 km drużynowy M45, w drużynie z: Grzegorz Grinholc, Paweł Korzeniowski | 1. miejsce | 2:41:00 |
| 2024 | 14. Halowe mistrzostwa Europy masters | Toruń    | chód na 5 km drużynowy M45, w drużynie z: Grzegorz Grinholc, Piotr Siwiński      | 1. miejsce | 1:21:11 |
| 2024 | 25. Mistrzostwa świata masters        | Göteborg | chód na 10 km drużynowy M40, w drużynie z: Sebastian Karpiński, Piotr Siwiński   | 1. miejsce | 2:45:20 |
| 2024 | 25. Mistrzostwa świata masters        | Göteborg | chód na 20 km drużynowy M45, w drużynie z: Leszek Behounek, Grzegorz Grinholc    | 1. miejsce | 5:39:53 |